# Silverskärlånga
Silverskärlånga (Gaidropsarus argentatus) är en fisk i familjen lakefiskar. 

## Utseende
Silverskärlångan har två ryggfenor. Den främre har kort längd och mycket låg höjd. Den främsta fenstrålen är emellertid förlängd, och har minst dubbla längden jämfört med ögats diameter. Den bakre ryggfenan är mycket lång och når nästan ända till stjärtfenan. Även analfenan är relativt lång, dock mindre än halva kroppslängden. Färgen är flammigt rödbrun över större delen av kroppen, buken är ljusare. Fenorna är röda, speciellt i de perifera delarna. Kroppen är långsträckt, med tre skäggtömmar på huvudet; en under hakan och två på nosens ovansida. Fisken blir omkring 30 – 35 centimeter lång, maxlängden är 45 centimeter.

## Utbredning
Silverskärlångan är en typiskt arktisk art. Den förekommer i norra Atlanten från Nunavut-territoriet i Kanada, runt Grönlands sydspets, över Atlanten via Islands nordkust och från Shetlandsöarna längs norska kusten i höjd med Bergen upp till Spetsbergen.

## Vanor
Den lever på mjuka, icke kustnära bottnar på mellan 150 och 2000 meters djup. 
Fisken lever på små kräftdjur. Kan undantagsvis ta mindre fiskar. 